# Sebastiano Caprino
Sebastiano Caprino (Roma, 31 marzo 1917 – Milano, 9 maggio 1945) è stato un giornalista e conduttore radiofonico italiano.

## Biografia
Prima della guerra fu capo dell'ufficio stampa nazionale della Gioventù italiana del littorio.
Prese parte alla campagna di Russia dove fu anche ferito. Dopo l'armistizio dell'8 settembre 1943 aderì alla Repubblica Sociale Italiana.
Divenne redattore capo di Repubblica Fascista, il quotidiano diretto prima da Carlo Borsani e in seguito da Enzo Pezzato. In seguito fu chiamato da Paolo Fabbri a ricoprire anche l'incarico di redattore capo del programma radiofonico "Radio Tevere, voce di Roma libera". Un programma radiofonico molto innovativo che scosse la monotonia della RSI divenendo il programma più seguito nel nord Italia, anche da molti antifascisti. La Radio, appoggiata dallo stesso Mussolini, fingeva di trasmettere da una stazione clandestina di Roma, mentre in realtà trasmetteva da Milano, sfuggendo alla censura e ottenendo così la massima libertà nelle scelte redazionali come la messa in onda di musica Jazz o la diffusione di radiogiornali con notizie molto precise e realistiche.
Conscio che la guerra era già persa il 13 settembre 1944 scrisse un articolo intitolato "Viva la megalomania!":
(Sebastiano Caprino il 13 settembre 1944 su Repubblica Fascista)
Dopo la liberazione di Milano Caprino non abbandonò la città ma trovò rifugio in un appartamento presso la stazione Centrale insieme a Pezzato e alla segretaria di redazione Pia Scimonelli Bojano dove rimasero alcuni giorni ritenendosi al sicuro tanto che Caprino si recò anche una volta a trovare la moglie e i figli. Nell'appartamento furono trovati dai partigiani che li arrestarono tutti e tre. Secondo la ricostruzione di Ugo Franzolin Pezzato fu ucciso l'8 maggio, Caprino il 9 in via Monte Cimone mentre la Scimonelli l'11. Il corpo di Caprino, irriconoscibile, fu poi rinvenuto in una fossa comune nel Cimitero di Musocco e portato all'obitorio di via Ponzio dove a causa del volto sfigurato la moglie ne poté riconoscere il corpo solo dalle calze e dal vestito che indossava.

## Curiosità
La sua storia fu raccontata anche nel volume Il sangue dei vinti scritto da Giampaolo Pansa nel 2003. Dopo aver acquistato il libro, Giovanna, la figlia di Caprino, decise di contattare lo scrittore per raccontare maggiori dettagli. La donna dopo l'incontro consegnò a Pansa una copia della foto della targhetta che era stata rinvenuta sul corpo del padre dopo l'esumazione e che portava incisa la dicitura "Sconosciuto 1945". Pansa consegnò la foto della targhetta alla Sperling & Kupfer che decise di riprodurla nella copertina del nuovo volume di Pansa che fu titolato Sconosciuto 1945.